# Apostolische brief
Een apostolische brief (littera apostolica) is een brief die door een paus werd geschreven.
Een voorbeeld van een apostolische brief is Misericordia Dei (De barmhartigheid van God), die Paus Johannes Paulus II op 7 april 2002 schreef over enkele aspecten van de viering van het sacrament van de biecht.
In de apostolische brief Quod Singulari Dei Concessu van 17 juli 1888, stelde Paus Leo XIII ter gelegenheid van zijn 50-jarig jubileum als priester de onderscheiding "Pro Ecclesia et Pontifice" in.  